# 藍塘海峽

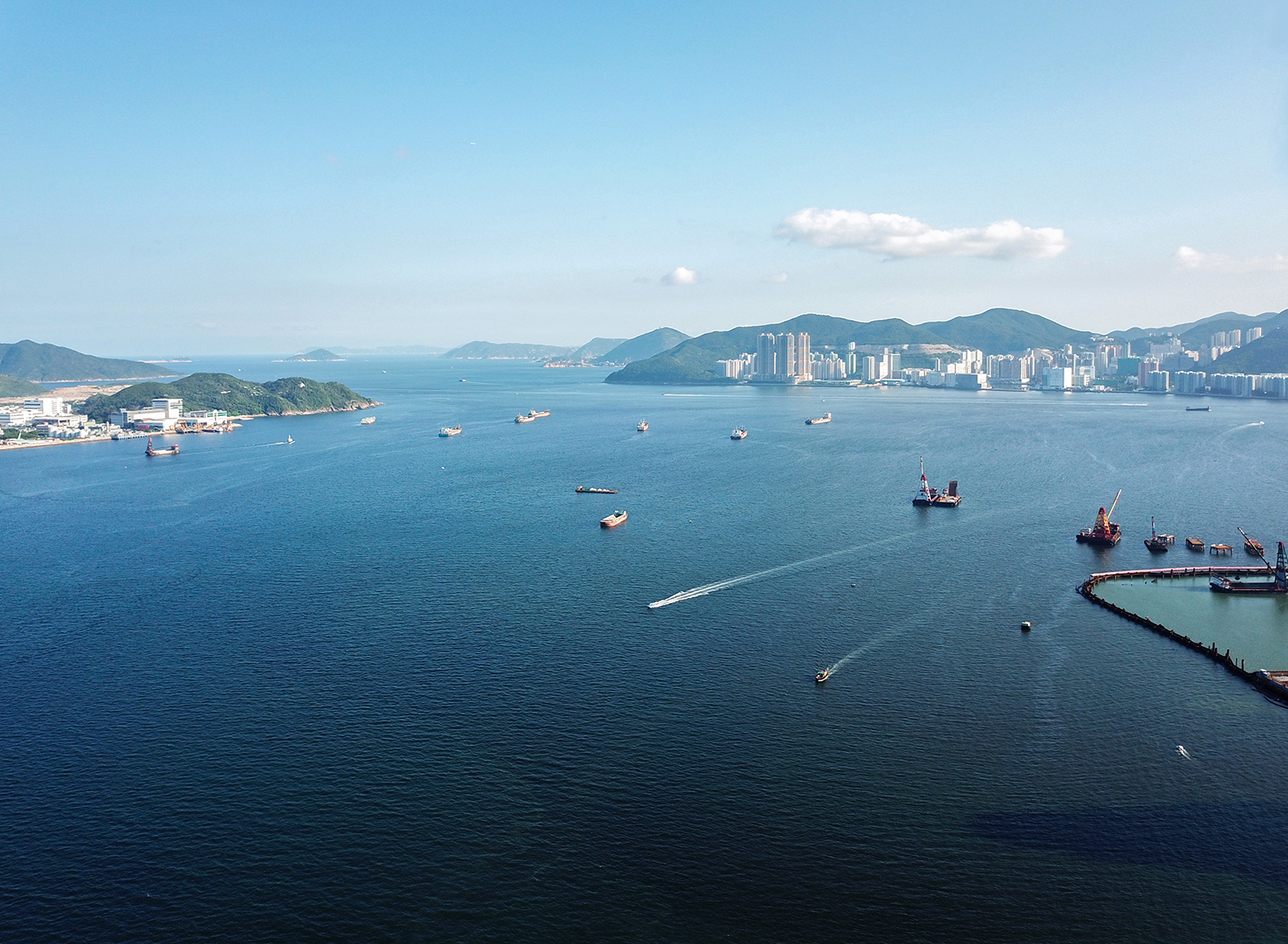
藍塘海峽（左為佛堂洲，右為小西灣）

藍塘海峽（英語：Tathong Channel，原名南堂海峽）是香港海峽之一，位於香港島東岸小西灣及新界東將軍澳（包括東龍洲）西岸之間。海峽西北端連接通往維多利亞港的鯉魚門，東南端則連接南中國海。這個海峽是由南中國海進入維多利亞港東部的必經之路，因此亦會有人將之視為維多利亞港的一部份。
海峽因其東北方的「南佛堂」（東龍洲），得名「南堂海峽」。後因「南佛堂」一名被遺忘，「南堂海峽」也習非成是誤寫為「藍塘海峽」（可能受跑馬地藍塘道的名稱影響）。